# Знаки отличия на головные уборы

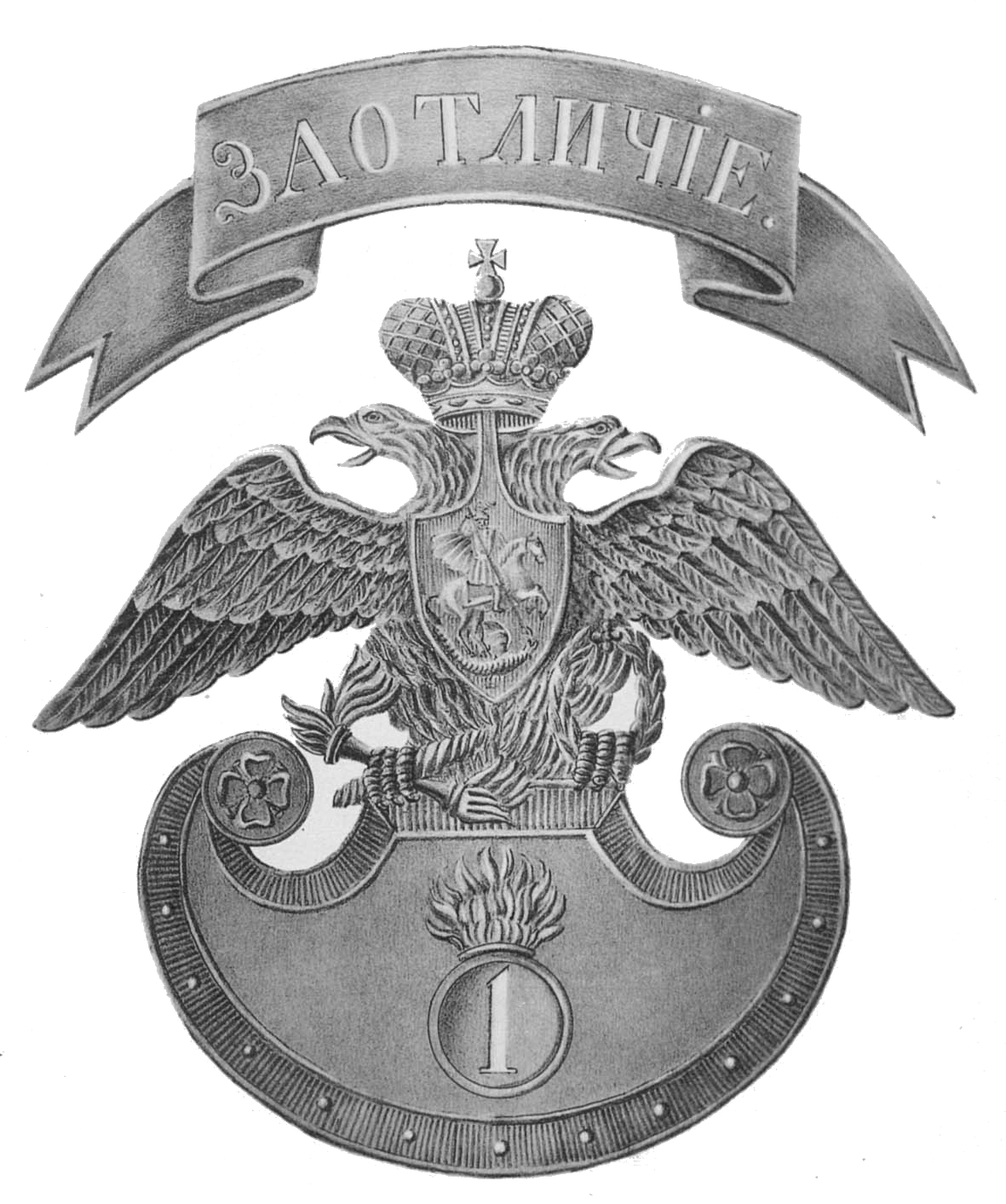
Знак отличия и киверной знак 1-го лейб-гренадерского Екатеринославского полка (образца, введённого 24 апреля 1828 года)

Знаки отличия на головные уборы — один из видов коллективных наград Русской императорской армии.
Первоначально они представляли собой металлический щиток (знак), украшенный на концах головами орла с выдавленной надписью «За отличіе» («За отличие»), крепившийся спереди у верхней части кивера.
Этими знаками прежде всего предполагалось награждать части, которым не были положены наградные знамёна (егерские, артиллерийские, инженерные).

## История
В апреле 1813 года первыми этой коллективной награды были удостоены 20-й, 1-й, 5-й и 14-й егерские полки.
Награда быстро стала популярной в Русской армии, и хотя изготовление самих знаков шло достаточно медленно, всего за период 1812—1814 годов ими были награждены 11 гренадерских, 10 пехотных, 3 карабинерных, 12 егерских, 13 кавалерийских полков, 25 батарейных, лёгких и конно-артиллерийских рот и 1 понтонная рота.
В 1813 году гусарские Ахтырский, Белорусский, Александрийский и Мариупольский полки получили изменённый знак отличия — в виде сложенной ленты с надписью «За отлічie 14 Августа 1813 г.». Такая форма знака постепенно стала основной, хотя до 1831 года надписи о дате отличия и сражении (или компании), в котором часть отличилась, не делалось.
В 1831 году 14-ти пехотным и егерским полкам, 1-му казачьему полку и 18-ти батарейным, легким и конно-артиллерийским ротам присвоены знаки на головные уборы «За Варшаву 25 и 26 Августа 1831 года».

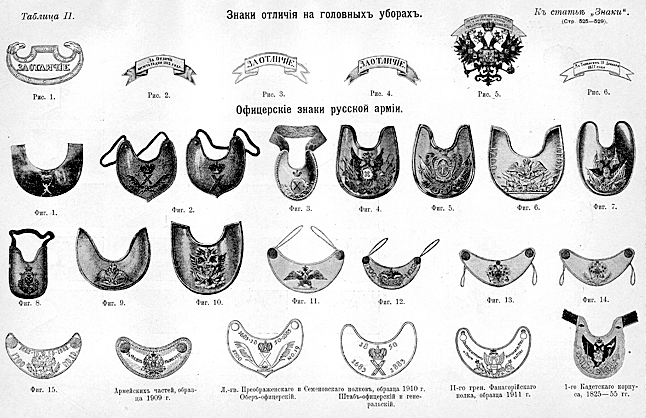
Рисунок из статьи «Знаки»
(«Военная энциклопедия Сытина»)

При проведении преобразования армии в 1833 году часть знаков отличия «перешла» вместе с военнослужащими в другие части. Например, 1-й, 2-й и 5-й батальоны Архангелогородского пехотного полка имели собственные знаки отличия, а 3-й, 4-й и 6-й — от присоединенного к нему Тамбовского пехотного полка. Кроме того, практиковалось и «уравнение батальонов» если вливающиеся в полк части имели отличие, а «коренные» — нет. Так отличия получили, например, батальоны Несвижского и Тифлисского гренадерских, Галицкого, Витебского, Брянского, Азовского пехотных полков. Такая же практика существовала и при реорганизации кавалерии в 1856 году, когда знаки на головные уборы «для уравнения» с влившимися в них частями получили Новотроицко-Екатеринославский драгунский, Вознесенский, Одесский и Ольвиопольский уланские полки. Продолжалось «уравнение» и при значительном расширении пехоты в 1863 году. Тогда отличия получили: 48 пехотных полков, 16-ти из которых отошли отличия, ранее полученные расформированными егерскими полками. Сделано это было в соответствии с повелением Александра II от 30 сентября 1856 года «…чтобы при переформировании полков, переходящие из них части сохраняли заслуженные ими отличия».
В 1869 году были незначительно уменьшены размеры знаков отличия на головных уборах, а в 1878 году вместо рельефных надписей на знаках появились вдавленные и заполненные чёрной краской.
Знаки отличия на головные уборы могли быть пожалованы не только всей части, но и отдельным её подразделениям. При этом если часть или подразделение совершали новый подвиг, им могли быть пожалованы дополнительные надписи отличия при сохранении прежних надписей.

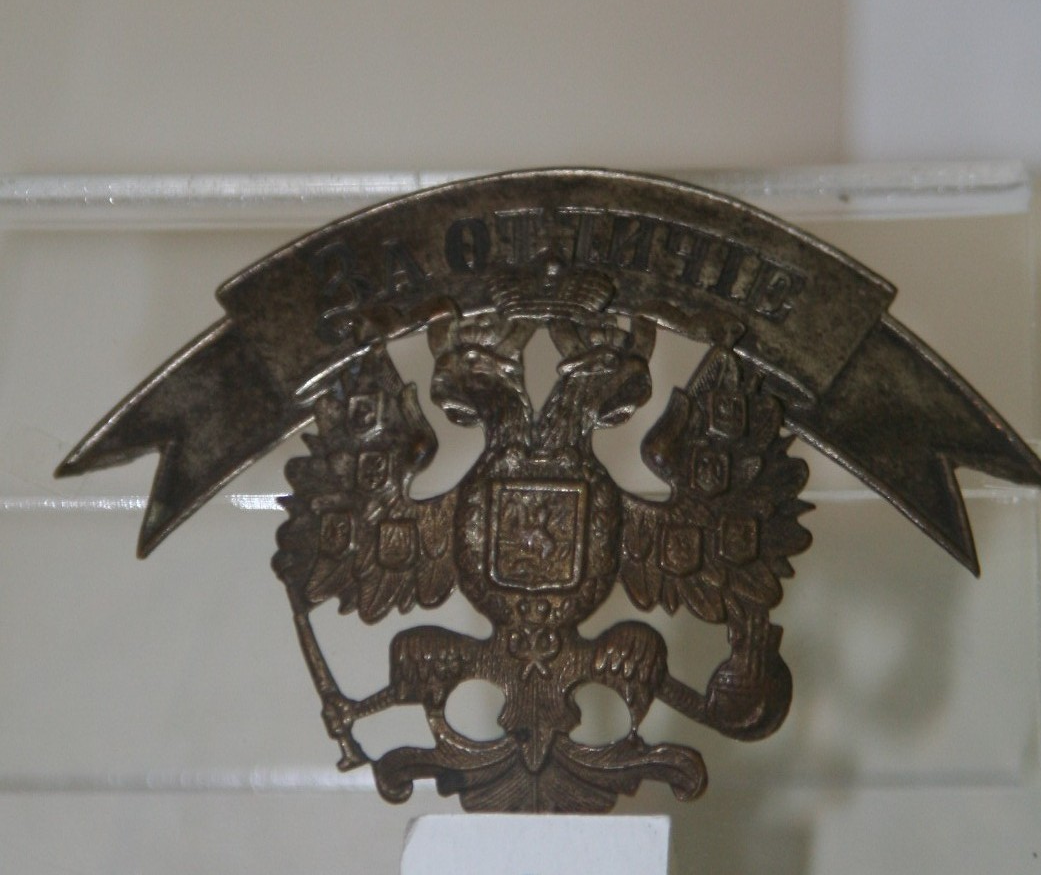
Знак отличия на головной убор парадной фуражки Гусейн Хана Нахичеванского в Музее истории Азербайджана в Баку

Несомненным лидером по количеству видов знаков отличия на головные уборы является Апшеронский пехотный полк, роты которого имели знаки с семью различными надписями. Это обусловлено тем, что полк часто на Кавказе и в Средней Азии выделял в состав различных экспедиций небольшие части от роты до батальона и они отличались в различных делах.
Представление об предоставлении к знаку отличия делалось ближайшими начальниками с приложением специальной ведомости с подробным описанием подвига части и направлялось Главнокомандующему армиями, Командующему армией или Командиру отдельного корпуса, которые должны были созвать Думу не менее чем из семи кавалеров ордена Святого Георгия для оценки подвига.
При положительном решении Кавалерственной Думы высший начальник вместе со своим заключением через Военного Министра направлял его на Высочайшее благоусмотрение.
Пожалование знака отличия объявлялось в Высочайшем приказе и сопровождалось Высочайшей грамотой на имя полка, отдельного батальона или батареи даже если отличия жаловались их подразделениям.
После введения парадных головных уборов в 1909 году знаки отличия стали размещать на них.
В частях, не получивших парадные головные уборы, знаки отличия нижние чины продолжали носить на зимних фуражках, а генералы и офицеры получили нагрудные знаки с теми же надписями, что и на знаках нижних чинов. Нагрудные знаки были золотые или серебряные (по прибору) полированные; по краю проходил витой ободок, в центре крепился накладной матовый орел. Генералы и офицеры Фанагорийского гренадерского полка имели знак отличного от прочих полков образца.
После введения в 1913 году новой армейской пехотной формы это правило сохранилось.